# Keskisuomalainen (газета)
Keskisuomalainen - щоденна фіномовна газета, яка виходить у місті Ювяскюля, розповсюджуючись у центральній Фінляндії  (Keski-Suomi означає Центральна Фінляндія). Партнер медіа-концерну Keskisuomalainen Oyj, який володіє близько 80 періодичними виданнями. Найстарша фіномовна газета світу. Певний час її редактором був класик фінської літератури Югані Аго. Нинішній редактор - Пекка Мервола.

## Історія та профіль
Keskisuomalainen вперше побачила світ 7 січня 1871 під іменем Keski-Suomi, засновник і перший редактор - Гейккі Гелмінен. Видання є найстаршою фіномовною газетою у світі. Сучасне ім'я носить із 1918. 
Штаб-квартира у місті Ювяскюля. Газета була органом Партії Центр до 1986, а потім оголосила про свою позапартійність. 
2013 виходила накладом понад 60 000 примірників.

## External links
- Official website [Архівовано 13 квітня 2020 у Wayback Machine.]